# کشتار تل زعتر
کشتار تل زعتر (عربی: حصار تل الزعتر) یکی از کشتارهای گروهی فلسطینیان در لبنان بود که در تاریخ ۱۲ اوت ۱۹۷۶ و به دست مسیحیان فالانژ انجام گرفت. در جریان این واقعه ۱۵۰۰ تا ۳۰۰۰ فلسطینی کشته شدند.
این رویداد در اردوگاه تل زعتر در قسمت جنوب شرقی بیروت در داخل منطقه مسیحی‌نشین انجام شد.این اردوگاه آخرین پایگاه بزرگ مسلمانان در میان منطقه مسکونی عمدتاً مسیحی در شمال لبنان بود و در اواسط دهه ۱۹۷۰ حدود ۱۵۰۰۰ نفر جمعیت داشت. در طول جنگ داخلی لبنان (که در بهار ۱۹۷۵ آغاز شد) بین مسلمانان و مسیحیان، این اردوگاه در اوت ۱۹۷۶ پس از یک محاصره ۵۲ روزه توسط شبه نظامیان مسیحی با کمک نیروهای سوری، تخریب شد. حدود ۱۶۰۰ نفر در جریان محاصره جان خود را از دست دادند، ۴۰۰۰ نفر مجروح شدند، ۶۰۰۰ نفر تسلیم شدند و بقیه از اردوگاه گریختند.

## پیش‌زمینه
به دنبال اشغال کرانه باختری، اورشلیم، بلندی‌های جولان و بیشتر سینا توسط اسرائیل در سال ۱۹۶۷، میلیون‌ها فلسطینی به کشورهای همسایه مانند لبنان، اردن و مصر پناهنده شدند. با کوچ فلسطینی‌ها به کشورهای همسایه، مقاومت فلسطین و سازمان‌های مبارز نیز جابجا شدند. حضور آوارگان فلسطینی به ویژه در لبنان، جایی که دولت لبنان برای کنترل فعالیت‌های فلسطینی‌ها تلاش می‌کرد، تنش ایجاد کرد. وضعیت با افزایش حمایت مسلمانان لبنان از مقاومت فلسطین بدتر شد و در سال ۱۹۷۵ به درگیری‌های داخلی در لبنان منجر شد.همچنین شبه نظامیان مسیحی به رهبری جبهه لبنان (LF) کارزاری را برای بیرون راندن فلسطینی‌ها از شمال بیروت آغاز کردند. LF فلسطینی‌ها را تهدیدی برای منافع سیاسی و اقتصادی و همچنین هویت فرقه ای آنها می‌دانست.

## محاصره تل زعتر
محاصره تل الزعتر، که به عنوان کشتار تل الزعتر شناخته می‌شود، یک محاصره مسلحانه که در ژانویه ۱۹۷۶ با حمله شبه نظامیان مسیحی لبنان به رهبری جبهه لبنان آغاز شد.این محاصره در چند مرحله انجام شد، یک تحریم هفت‌ماهه عرضه در اوایل سال ۱۹۷۶ توسط شبه نظامیان مسیحی. سپس، محاصره نظامی به مدت ۵۲ روز و در نهایت آغاز قتل‌عام در ۱۲ اوت 1976.
تل الزعتر با طرحی که توسط ژنرال میشل عون که در آن زمان فرمانده ارتش منطقه بود، در محاصره قرار گرفت.محاصره این اردوگاه در ۲۲ ژوئن ۱۹۷۶ آغاز شد و ۵۲ روز به طول انجامید. این اردوگاه با کمبود آب، برق و مواد غذایی مواجه بود. ۷۲ مورد حمله گزارش شده و بیش از ۵۵۰۰۰ گلوله شلیک شد. در حالی که چندین هزار غیرنظامی و جنگجوی اردوگاه در نتیجه گلوله‌باران کشته شدند و هزاران نفر مجروح شدند، بسیاری - به ویژه کودکان - به دلیل کمبود دارو و آب جان باختند.از ورود سازمان‌های امدادی به اردوگاه جلوگیری شد. مذاکرات تسهیل شده توسط رهبران عرب منجر به توافقی شد که به افراد غیرنظامی اجازه می‌داد تا تحت نظارت صلیب سرخ بین‌المللی اردوگاه را ترک کنند. در ۱۲ اوت با سقوط اردوگاه محاصره پایان یافت و نیروهای لبنانی و سوری وارد شدند. کشته‌ها تنها در روز تسلیم از ۲ هزار نفر فراتر می‌روند. جنایاتی از جمله قتل‌عام، مثله کردن و کشتار کودکان، زنان و سالمندان، اعدام‌های دسته جمعی، شکنجه، وحشیگری از هر نوع، را مرتکب شدند. کامیون‌ها اجساد را در میان خرابه‌ها منتقل می‌کردند و توسط بولدوزرها با بتون می‌پوشانند.اجساد صدها قربانی در قبرهای ناشناخته دفن شدند. تخمین‌ها در مورد تعداد کشته شدگان از ۱۵۰۰ تا ۲۰۰۰ نفر - عمدتاً غیرنظامی - متفاوت است، اما برخی دیگر نشان می‌دهند که تعداد کل قربانیان از ابتدای محاصره می‌تواند بیش از ۴۰۰۰ باشد.پس از قتل‌عام، بولدوزرها شروع به تخریب اردوگاه کردند و هرگز بازسازی نشد.